# Association sportive Corbeil-Essonnes
L'Association sportive Corbeil-Essonnes (ASCE) est un club omnisports de la banlieue parisienne dont le siège est à Corbeil-Essonnes, union d’associations (ASCE Union) qui regroupe 30 clubs dénommés ASCE.

## Les sections
- Association Sportive de Corbeil-Essonnes Canoë-Kayak
- Association sportive Corbeil-Essonnes (football)